# Сан-Мигель (Сантандер)
Сан-Мигель (исп. San Miguel) — город и муниципалитет в северо-восточной части Колумбии, на территории департамента Сантандер. Входит в состав провинции Гарсия-Ровира.

## История
Поселение, из которого позднее вырос город, было основано 28 января 1763 года. Муниципалитет Сан-Мигель был выделен в отдельную административную единицу в 1857 году.

## Географическое положение

Муниципалитет Сан-Мигель

Город расположен в восточной части департамента, в горной местности Восточной Кордильеры, на расстоянии приблизительно 76 километров к юго-востоку от города Букараманги, административного центра департамента. Абсолютная высота — 1926 метров над уровнем моря.
Муниципалитет Сан-Мигель граничит на севере с территорией муниципалитета Каркаси, на северо-западе — с муниципалитетом Энсисо, на юге и юго-западе — с муниципалитетом Капитанехо, на востоке — с муниципалитетом Макаравита. Площадь муниципалитета составляет 71 км².

## Население
По данным Национального административного департамента статистики Колумбии, совокупная численность населения города и муниципалитета в 2015 году составляла 2379 человек.
Динамика численности населения муниципалитета по годам:
| 2005 | 2006 | 2007 | 2008 | 2009 | 2010 | 2011 | 2012 | 2013 | 2014 | 2015 |
| ---- | ---- | ---- | ---- | ---- | ---- | ---- | ---- | ---- | ---- | ---- |
| 2683 | 2650 | 2615 | 2581 | 2553 | 2527 | 2496 | 2461 | 2438 | 2403 | 2379 |

Согласно данным переписи 2005 года мужчины составляли 53 % от населения Сан-Мигеля, женщины — соответственно 47 %. В расовом отношении белые и метисы составляли 99,96 % от населения города; негры, мулаты и райсальцы — 0,04 %.
Уровень грамотности среди всего населения составлял 83,5 %.

## Экономика
Основу экономики Сан-Мигеля составляет сельское хозяйство.
43,6 % от общего числа городских и муниципальных предприятий составляют предприятия торговой сферы, 34,6 % — предприятия сферы обслуживания, 20,5 % — промышленные предприятия, 1,3 %— предприятия иных отраслей экономики.